# Svenja
Svenja (seltener auch Swenja) ist ein weiblicher Vorname.

## Herkunft und Bedeutung
Svenja ist eine vor allem im deutschen Sprachraum verbreitete weibliche Form zu Sven, weitere Informationen siehe dort. Um das Jahr 1990 zählte Svenja zu den beliebtesten weiblichen Vornamen in Deutschland.
Alternativ kann sich Svenja auch von dem altdeutschen Wort „svan“ ableiten, welches „Schwan“ bedeutet; es wäre dann eine Kurzform zu Namen wie Swanhild.
Der Name Svenja hat mehrere Bedeutungen in verschiedenen Sprachen wie in
- altdeutsch: Svan = Schwan
- nordisch: junge Kriegerin
- germanisch: junghafte Kämpferin
- spanisch: Sueña = (weibliche Form von) Traum, Schlaf

## Namensträgerinnen
- Svenja Bazlen (* 1984), deutsche Triathletin
- Svenja Böttger (* 1988), deutsche Kulturmanagerin
- Svenja Brunckhorst (* 1991), deutsche ehemalige Basketballspielerin
- Svenja Viola Bungarten (* 1992), deutsche Theaterautorin
- Svenja Caspers (* 1982), deutsche Medizinerin und Hochschullehrerin
- Svenja Engelhardt (* 1988), deutsche Volleyball- und Beachvolleyballspielerin
- Svenja Enning (* 1999), deutsche Volleyballspielerin
- Svenja Flaßpöhler (* 1975), deutsche Philosophin, Literaturwissenschaftlerin und Autorin
- Svenja Goltermann (* 1965), deutsche Historikerin
- Svenja Gräfen (* 1990), deutsche Schriftstellerin
- Svenja Hagenhoff (* 1971), deutsche Wirtschaftsinformatikerin
- Svenja Hahn (* 1989), deutsche Politikerin
- Svenja Hermuth (* 1981), deutsche Theater- und Fernsehschauspielerin
- Svenja Herrmann (* 1973), Schweizer Schriftstellerin
- Svenja Hofert (* 1965), deutsche Autorin
- Svenja Huber (* 1985), deutsche Handballspielerin
- Svenja Hübner (* 1996), deutsche Handballspielerin
- Svenja Huth (* 1991), deutsche Fußballspielerin
- Svenja Jung (* 1993), deutsche Schauspielerin
- Svenja Kaufmann (* 1994), deutsche Handballspielerin
- Svenja Leiber (* 1975), deutsche Schriftstellerin
- Svenja Liesau (* 1989), deutsche Schauspielerin
- Svenja Pages (* 1966), deutsche Schauspielerin
- Svenja Schlicht (* 1967), deutsche Schwimmerin
- Svenja Schulze (* 1968), deutsche Politikerin (SPD)
- Svenja Spriestersbach (* 1981),  deutsche Handballspielerin
- Svenja Stadler (* 1976), deutsche Politikerin der SPD und PR-Beraterin
- Svenja Taubner (* 1973), deutsche Psychologin und Psychoanalytikerin
- Svenja Thoes (* 1991), deutsche Triathletin und vierfache Ironman Siegerin
- Svenja Weger (* 1993), deutsche Seglerin
- Svenja Würth (* 1993),  deutsche Skispringerin